# セクト (新左翼)
セクト（英語: sect）とは、英語で「分派」や「宗派」を意味する語彙。日本の政治分野では新左翼党派を意味する場合が多い。特定の党派（セクト）に属さない者は「ノンセクト」と呼称される。

## 概要
日本の新左翼党派は、俗に「5流13派」と呼ばれ、それらの党派は「セクト」と称されていた。
ただし日本共産党諸派の場合、自分たちこそが唯一の革命党であると主張し、「セクト」呼ばわりされることを否定している。彼らの場合、他の新左翼党派は無論のこと、日本共産党も「代々木派」という一セクトに過ぎないという認識である。
日本では20世紀末まで「セクト」といえば、専ら新左翼の党派を指していたが、21世紀に入りヨーロッパにおけるカルトの類似語としての「セクト」が知られるにつれ、次第に廃れていった。
齋藤孝は著書の中で「あまり良くない意味での“派閥”ができること」を「セクト化」として説明している。